# Associazione Sportiva Pizzighettone 2003-2004
Questa voce raccoglie le informazioni riguardanti  l'Associazione Sportiva Pizzighettone nelle competizioni ufficiali della stagione 2003-2004.

## Rosa
| N. |                    | Ruolo | Calciatore         |
| -- | ------------------ | ----- | ------------------ |
|    | Italia (bandiera)  | P     | Michele Arcari     |
|    | Italia (bandiera)  | C     | Elia Chianese      |
|    | Italia (bandiera)  | D     | Umberto Colicchio  |
|    | Italia (bandiera)  | C     | Matteo Deinete     |
|    | Marocco (bandiera) | C     | Anouar El Kamch    |
|    | Italia (bandiera)  | A     | Daniele Fermi      |
|    | Italia (bandiera)  | A     | Felice Foglia      |
|    | Italia (bandiera)  | A     | Matteo Gay         |
|    | Italia (bandiera)  | C     | Andrea Gessa       |
|    | Italia (bandiera)  | P     | Guido Gualina      |
|    | Italia (bandiera)  | D     | Marcello Lambrughi |

| N. |                   | Ruolo | Calciatore         |
| -- | ----------------- | ----- | ------------------ |
|    | Italia (bandiera) | D     | Daniele Marcucci   |
|    | Italia (bandiera) | C     | Giovanni Parmesani |
|    | Italia (bandiera) | D     | Manuel Pascali     |
|    | Italia (bandiera) | D     | Francesco Priolo   |
|    | Italia (bandiera) | A     | Roberto Raimondi   |
|    | Italia (bandiera) | D     | Federico Rizzi     |
|    | Italia (bandiera) | D     | Alessandro Servi   |
|    | Italia (bandiera) | D     | Ivano Sorrentino   |
|    | Italia (bandiera) | C     | Simone Steffenoni  |
|    | Italia (bandiera) | C     | Mario Tacchinardi  |
|    | Italia (bandiera) | D     | Fernando Vitone    |